# Stenträsket (Arvidsjaurs socken, Lappland, 731240-162859)
Stenträsket är en sjö i Arvidsjaurs kommun i Lappland och ingår i Byskeälvens huvudavrinningsområde. Sjön har en area på 0,335 kvadratkilometer och ligger 433,2 meter över havet. Sjön avvattnas av vattendraget Byskeälven.

## Delavrinningsområde
Stenträsket ingår i det delavrinningsområde (731604-162683) som SMHI kallar för Ovan Guollasbäcken. Medelhöjden är 479 meter över havet och ytan är 36,04 kvadratkilometer. Det finns inga avrinningsområden uppströms utan avrinningsområdet är högsta punkten. Avrinningsområdets utflöde Byskeälven mynnar i havet. Avrinningsområdet består mestadels av skog (87 procent) och sankmarker (10 procent). Avrinningsområdet har 0,59 kvadratkilometer vattenytor vilket ger det en sjöprocent på 1,6 procent.